# Julia Strzalek
Julia Strzalek (* 1989) ist eine deutsche, in Schweden lebende Jazzmusikerin (Altsaxophon, Komposition).

## Leben und Wirken
Strzalek wuchs in Deutschland auf, wo sie zunächst Blockflöte lernte und mit zehn Jahren zum Saxophon wechselte. Als Jugendliche begann sie, zu improvisieren und sich für Jazz zu interessieren. Sie studierte zunächst an der Musikhochschule Mannheim, um dann an die Königliche Musikhochschule Stockholm zu wechseln, wo sie 2014 ihren Abschluss machte.
Strzalek spielte in Bands wie Yun Kan 10, Paavo, von Klas Nevrin und Torbjörn Zetterberg. 2016 veröffentlichte sie ihr Debüt Kolibri als Doppelalbum, teils im Sextett, teils mit 13-köpfiger Besetzung. Im Jahr 2018 erhielt sie dafür den renommierten Improvisationspreis von der schwedischen Urhebervereinigung Sveriges kompositörer och textförfattare mit der Begründung: „Mit einem großen musikalischen Herzen kreiert sie fließende Musik, die immer in Bewegung ist. Sie ignoriert respektvoll Genregrenzen und lässt ihre Persönlichkeit durch ihre Arbeit strahlen.“ 2020 erschien in Septettbesetzung ihr zweites Album Tvà, das in Schweden und Norwegen gute Kritiken erhielt. International wurde sie im Duo mit der Schlagzeugerin Cornelia Nilsson bekannt, das 2023 das Album Scenery Somewhere vorlegte.  Sie ist auch auf Alben mit dem Kasper Agnas Cirkus und dem Fire! Orchestra zu hören.

## Diskographische Hinweise
- Kolibri (Havtorn Records 2016), mit Niklas Barnö, Katt Hernandez, Johan Graden, Vilhelm Bromander, Konrad Agnas, sowie Karoline Wallace, Oscar Bårman, Lisa Grotherus, Anton Svanberg, Sara Parkman, Emma Augustsson, Love Meyerson, Kasper Agnas, Emil Skogh[4]
- Två (Armadillo Recordings 2020), mit Karoline Wallace, Niklas Barnö, Mats Äleklint, Johan Graden, Vilhelm Bromander, Konrad Agnes[5]